# 星野加奈
星野 加奈（ほしの かな、本名：同じ、1984年2月28日 - ）は、日本のタレント、ファッションモデル、グラビアアイドルである。所属事務所はプラチナムプロダクションとなる。姫系ブランドLIZ LISAのイメージキャラクターとしても有名である。

## 略歴

### 生い立ち
1984年2月28日、東京都足立区に生まれる。当人は荒川区生まれと発言することが多いが、生まれは足立区であり赤ん坊の頃に荒川区に引っ越している。姉の星野千恵、弟の3人兄弟である。高校1年生の時に両親が離婚し、兄弟3人とも父親に引き取られる。20歳の時に父親が他界。専属モデルを務めるファッション雑誌『PopSister』2010年1月号でのインタビューで、10代の頃は複雑な家庭環境で悩む日々を送っていたいと語っている。
中学生の頃から漠然とアイドルに憧れていたが、高校生の頃はギャルになるべく、渋谷に遊びに出ることが多かった。スカウトされることに憧れがあったようで、ある事務所の面接を受けた時にレッスン料として30万円を要求された為、断りを入れたが、芸能界入りが遠のいたとひどく落ち込んだ。その後すぐ、最初の事務所にスカウトされたが、同じようにレッスン料を要求されるのではないかと警戒していた。
2017年7月に結婚、2018年7月23日に第1子男児出産を報告した。

### 芸能活動
2001年、遊びにきていた渋谷でプラチナムプロダクションのスタッフにスカウトされ芸能界デビュー。姉の後を追うようにティーン向け月刊ファッション情報誌『Popteen』においてファッションモデルを始める。同年11月よりテレビ東京のバラエティ番組『新・出動!ミニスカポリス』の新ポリスとして出演。
2002年、同じくプラチナムプロダクションに所属する若槻千夏、伊織、高杉さとみと共に全日本GT選手権イメージガール「wi☆th」として1年間活動。
2002年4月より『新・出動!ミニスカポリス』の9代目ポリスのリーダーとして継続出演。2003年1月放送分より宮前るいと共に企画広報課ポリスとして継続出演。2004年4月放送分より『出動!ミニスカポリス・全国版』の11代目ポリスのリーダーとして出演。
2005年に、フィットワンに移籍。『Popteen』2006年1月号で初の単独表紙を飾る。2007年4月、同誌5月号で専属モデル卒業を宣言。活躍の舞台を『S Cawaii!』へ移す。
2007年5月、Amebloにてオフィシャルブログ「らぶあんどぴーす☆〜星野加奈の下町っ娘日記〜」を開設。2009年にフィットワンを離れフリーになったものの、2010年にプラチナムプロダクションに復籍。
2010年にPopteenの姉妹誌『PopSister』が創刊すると、益若つばさ、菅野結以、小森純、樋口智子、青木英李、孫暐とともに専属としてこれに登場。

## 作品

### 映像作品
- SENTI（2003年7月23日、コムアライアンス） - EAN 4571152110214。
- eyes on me（2004年9月29日、徳間ジャパンコミュニケーションズ） - EAN 4988008057584。

wi☆th
- Cutie Typhoon（2002年9月11日、トゥーマックス） - EAN 4562112980039。

## 出演

### テレビ
- 新・出動!ミニスカポリス（2001年 - 2003年、テレビ東京）
- 出動!ミニスカポリス全国版（2003年 - 2004年、BSジャパン）
- WEBアイドル図鑑（2001年、テレビ朝日）
- WEBサイバー商会（2001年、テレビ朝日）
- 超V.I.P.（2002年、フジテレビ）
- デジ屋台（2003年、TBS）
- ごくせん（日本テレビ）
- やるヌキッ祭（2003年、テレビ東京）
- 懸賞伝説（2007年10月 - 、文化放送）
- 懸賞GyaO（2007年10月 - 、GyaO）
- グラビアの美少女（MONDO21）
- 捨てる恋あれば拾う恋あり（2010年4月 - 、フジテレビ）
- サンデージャポン（2010年5月23日、TBS）
- 踊る!さんま御殿!!（2011年6月14日、日本テレビ）

### ラジオ
- われらイマドキッ!〜DOKODOKI商品研究所〜（2010年4月 - 10月　MBSラジオ）

### インターネットテレビ
- コイカツ　恋愛ノウハウトークライブvol.2（2011年6月2日、マシェリバラエティ マシェバラ）

### 舞台
- REVOLUTION かすみ役（2003年）

### ユニット
- 全日本GT選手権イメージガール「wi☆th」[注 1]

## 書籍

### 写真集
- ALL MY TOMORROWS （2003年2月、撮影：松田忠雄、バウハウス） - ISBN 978-4-89461936-4。

wi☆th名義
- sabra増刊 wi☆th（2002年9月26日、撮影：小塚毅之、小学館）

### 雑誌
- Popteen（角川春樹事務所）
- PopSister（角川春樹事務所）
- S Cawaii!（主婦の友社）
- cawaii!（主婦の友社）
- ヤングジャンプ 制コレ2001（集英社）
- ヤングサンデー 新人アイドルルーム（小学館）

### カレンダー
- 2004年度カレンダー（2003年11月）